# Genguiskànides
Genguiskànides són els descendents de Genguis Kan i de la seva esposa Börte. S'aplica també en general a:
- Tots els descendents de Genguis Kan
- Les dinasties originades en Genguis Kan

## Djocides
1) El fill gran Jotxi (de paternitat dubtosa) va originar els djocides o jocides que van governar la plana de Kiptxak i Sibèria occidental (incloent-hi Coràsmia), i a partir del seu fill Batu Khan el kanat conegut com a Horda d'Or. Van governar fins al 1360, després de quina data el kanat va passar al descendents d'Orda (germà de Batu) establerts a la Sibèria occidental, a l'anomenada Horda Blanca; aquesta branca no apareix clarament a la historia fins a la setena generació amb Urus Khan i el seu fill Toktamish, que foren dominats el 1395 per Tamerlà, però va recuperar el poder efectiu el 1412 quan sota el cap de palau Edigü (Yedigey), que va actuar com a verdader sobirà, van exercir el poder fins a la mort d'aquest el 1419. Entre 1395 i 1412 i de 1419 en endavant, van governar tanmateix a l'Horda d'Or, fins al 1438, en què el kanat es va fraccionar:
- Gran Horda, dels descendents d'Urus Khan, fins al 1502.
- Kanat d'Astrakhan, dels descendents de Kuchuk Mehmed, fins al 1557. Un descendent d'aquesta branca va assolir el poder a Bukharà el 1598 per matrimoni del príncep Djan ibn Yar Muhammad amb la filla del kan Iskander (1560-1583); el primer kan fou Baki Muhammad fill de Djan i va fundar la dinastia astrakhànida o ashtarkhànida o djànida a la mort del darrer kan Abd Allah II, dinastia que va existir fins a la presa del poder per la dinastia Mangit el 1785.

Una altra línia djocida, iniciada per Togha Temur (Tuqa Timur), germà de Batu i Orda, va existir obscurament fins que vers 1440, sota Ulugh Mehmed (assassinat el 1446) es van apoderar de Kazan i van fundar el Kanat de Kazan que van mantenir fins al 1552. Una branca va originar els prínceps de Kassímov (Kanat de Qasim, 1552-1681) on van governar també kans de la branca de Crimea i dels shaybànides de Sibèria. Una altra branca iniciada per un nebot d'Ulugh Mehmed de nom Hadjdji Giray (mort el 1446) es va establir a Crimea on va establir el kanat el 1449, que va durar fins al 1783.
Un altre fill de Jotxi, Moghol o Tewal, fou l'avi de Nogai ("gos"), que va fer de mestre de palau per diversos kans de l'Horda d'Or fins a la seva mort el 1299 durant una guerra civil i va originar els moderns nogais.
Finalment el fill més petit de Jotxi, Shiban o Shayban, va iniciar una branca al sud-est de l'Ural entre les fonts del Tobol i (a l'oest) i l'Irtix superior (a l'est) al Kazakhstan. Quan sota Toktamish l'Horda Blanca va emigrar cap a territori de l'Horda d'Or, els shaybànides siberians es van apoderar dels seus territoris i van esdevenir els ozbäks (uzbeks), el cap principal dels quals fou Abu l-Khayr, que va expulsar els timúrides de Coràsmia vers el 1447 i després de la regió al nord del Sirdarià; les lluites amb els oirats o calmucs i amb els kazakhs el van afeblir abans de la seva mort el 1468; el seu net Muhammad Shaybani va conquerir Transoxiana als timúrides el 1500 i va penetrar al modern Afganistan i al Khurasan fins que fou derrotat pel primer safàvida Ismail I el 1510 a Merv on Muhammad Shaybani va morir i els shaybànides van haver de restar al nord de l'Amudarià. Els shaybànides van formar diverses branques:
- A Transoxiana la branca de Bukharà que va existir fins al 1598 quan fou substituïda pels astrakhànides.
- a Coràsmia (després Khivà) conquerida el 1505/1506, va sorgir la branca dels arabshàhides amb Ilbars (1512-1525) i la dinastia va existir fins al 1694/1695 en què van agafar el poder els Inak o kungrats, tot i que nominalment aquestos no van agafar el títol de kan fins al 1804.
- A Vall de Ferganà, amb Xah Rukh I, es va establir una branca el 1710 que va fundar el kanat de Kokand que va durar fins a l'annexió russa del 1876.
- Ibak, un shaybànida, va conquerir Tiumén al kan de Sibir (que no era genguiskànida) el 1481 i el seu net Kuchum va expulsar al darrer kan de Sibir el 1565 i va agafar el relleu, però a partir del 1579 va començar a perdre terreny davant els russos fins que va haver de fugir amb els nogais on va morir el 1600 després de ser derrotat a l'Obi (1598). El seu fill Ishim Khan va resistir a l'alt Tobol fins al 1625.

## Txagataïdes
2) Txagatai, un altre fill de Genguis Kan va governar l'anomenat kanat de Txagatai i després del 1309 va ampliar el seu territori amb els dominis de la branca d'Ogedei. El kanat es va dividir en occidental (Txagatai) i oriental (Mogulistan). El primer va passar als timúrides el 1370 si bé kans titelles van existir almenys fins al 1402 i de fet fins a la meitat del segle xv i els darrers kans (que eren de la branca d'Ogedei i no de Txagatai) van governar com a poder local fins al 1508/1509. Reunificats els dos kanats efímerament per Tughluk Timur, el 1363 es van tornar a fraccionar. El Mogulistan va subsistir enfrontat als timúrides que finalment foren aniquilats pels shaybànides; Yunus (1469-1486) va ocupar Taixkent el 1484 i tot seguit Sayram. Els seus descendents es van mantenir en lluita amb la Xina van compartir el poder amb el clan dels Dughlat que governava a Kashghar, conquerint junts Ha-mi i Turfan als xinesos. Al final del segle xvi una branca dels txagataïdes es va instal·lar definitivament a Turfan, branca que el 1647 i el 1657 va enviar ambaixades a la cort imperial xinesa. Les particions entre els txagataïdes els van debilitar i dos clans Khodjas van agafar el poder efectiu mitjançant poders locals teocràtics; el kan Ismail de Kashghar es va aixecar contra els khodjas el 1678 però no va acabar amb aquestos sinó amb els txagatais.

## Ogedeïdes
3) Ogedei (1229-1241) va ser gran kan i el va succeir el seu fill Guyuk (1246-1248). Però després un virtual cop d'estat organitzat per Batu Khan va portar al gran kanat a la branca de Tului. Els seus territoris o ulus al Iemil, les muntanyes Tarbagatai i l'Afganistan, van ser conservats llavors per Qaidu Khan, nebot de Ogedei. Va rivalitzar amb Kubilai Khan, el gran kan i emperador de la Xina, i va morir probablement el 1301 a la tornada d'una campanya contra Karakorum; el va succeir el seu fill Txapar que va lluitar contra els txagataïdes i la dinastia Yuan de la Xina però fou expulsat per Kebek de Txagatai el 1307 i es va haver de refugiar a Pequín. Els dominis ogedeïdes van passar a Txagatai.

## Tuluïdes
Tului, el fill més jove, va rebre l'ulús de la Mongòlia pròpia. El seu fill Mongke, i després el germà d'aquest, Kubilai Khan, foren grans kans i el 1280 van dominar tota la Xina, unificant Mongòlia (capital Karakorum) i Xina, sota l'anomenada dinastia Yuan. Un tercer fill Ariq Boke va intentar ocupar el poder a Mongòlia, però després d'uns anys de guerra va haver d'abdicar el 1264 i va morir el 1266 presoner de Kubilai. Un besnet de nom Apa Khan, fou Il-kan de Pèrsia breument del 1335 al 1336.
Un altre germà Hulagu, va formar el domini mongol a Pèrsia, dinastia coneguda com a Il-kan, que va durar efectivament fins al 1353 passant després als timúrides.
Kubilai Khan va fundar la dinastia Yuan. Va morir el 1284. La dinastia va existir fins al 1368 i després va conservar el poder a Mongòlia fins que segles després van quedar sotmesos a la Xina quan encara existien diverses branques de la família gengiskànida.